# خلیل عزمی
خلیل عزمی (انگلیسی: Khalil Azmi؛ زادهٔ ۲۳ اوت ۱۹۶۴) بازیکن سابق فوتبال اهل مراکش بوده است.
وی در تیم ملی فوتبال مراکش ۱۶ بازی انجام داده است و عضو این تیم در جام جهانی فوتبال ۱۹۹۴ بوده است.